# 南次郎
南 次郎（みなみ じろう、1874年〈明治7年〉8月10日 - 1955年〈昭和30年〉12月5日）は、日本の陸軍軍人。陸軍大将正二位勲一等功四級。軍内派閥では田中義一、宇垣一成の直系として1927年（昭和2年）に参謀次長、1929年（昭和4年）に朝鮮軍司令官を歴任、満洲事変当時は陸軍大臣として事変不拡大を指示する。戦後、極東国際軍事裁判にて終身禁固刑となる。

## 来歴
大分県国東郡高田町（後・西国東郡高田町、現・豊後高田市）生まれ。1884年（明治17年）7月、叔父・宮崎義一の下に単身上京、9月に鞆絵小学校（現・港区立御成門小）初級入学。その後成績良好のために鞆絵小高等科に進級した。1888年（明治21年）4月、東京府尋常中学（現・都立日比谷高校）入学。1889年（明治22年）9月、素行不良と数学の成績不振により翌年校長となる勝浦鞆雄から1ヶ月の停学処分を受けたのを機に、かねてから陸軍士官学校志望であったことから、後年児玉源太郎が校長に就任する成城学校へ転校した。1890年（明治23年）4月の17歳の時、陸軍中央幼年学校へ。1892年（明治25年）4月、陸軍士官学校に入校。1895年（明治28年）4月、陸軍士官学校6期卒業。騎兵連隊勤務。陸軍大学校17期卒業。

### 満洲事変から朝鮮総督へ
1927年（昭和2年）に参謀次長に就任。同年、田中内閣の第二次東方会議に松井石根第二部長とともに出席。1929年（昭和4年）に朝鮮軍司令官に就くなど要職を歴任、1930年（昭和5年）には大将に進み、軍事参議官となる。1931年（昭和6年）4月に、宇垣の後任として第2次若槻内閣の陸軍大臣に就任。白川義則、金谷範三参謀総長と並ぶ穏健派として位置付けられ、彼らと連携して陸軍を制御できる人材として幣原喜重郎や安達謙蔵からも期待を寄せられていた。しかし軍政経験で見劣りしていた南は陸軍を統制できるだけのリーダーシップが十分とは言えず、宇垣にとっては急逝した畑英太郎の次善の策としか見なされていなかった。また、閣議で満洲独立を唐突に表明したり、間島出兵を巡って国際連盟脱退などの強硬意見を主張するなど、立場の一貫性にも欠けていた。宇垣軍縮を巡っては、軍政改革による余剰資金の近代化財源への充当をめざし、国庫への戻し入れを主張する大蔵省と対立。就任後の同月27日、金谷参謀総長に軍縮の是非について意見を問うたところ、金谷は師団削減に否定的な態度を示した。拡大会議派らの主張していた対中兵器全面輸出解禁の是非に関しては、幣原と同じく東北軍および南京中央国民政府軍に限定する宇垣路線を継承した。また陸相在任中に部下の軍事課長であった永田鉄山が国家総動員法の策定に関わり出した。
同年9月に満洲事変が勃発すると、国際協調主義を方針とする民政党政権の路線に金谷とともに寄り添いつつも、臨時参謀総長委任命令を巡っては政府が陸軍の大綱を押さえる事に反発し幣原とも対立したが、チチハル占領やハルビンへの出兵要請を退け、錦州への進出を押し留めることには成功した。十月事件発生時、荒木貞夫の反発を押し切り関係将校の保護検束に踏み切るも、事後処理を巡っては極刑を唱えていた白川義則ら長老の陸相人事への介入や反宇垣的姿勢に危機感を感じ、きわめて軽い処分ですませている。また、荒木らからの排斥を避けるため事態を隠忍した金谷の態度を「其儘主義」と見なし、これ以降、白川のみならず金谷とも亀裂が入った。加えてスティムソン談話事件で金谷が失脚すると、荒木ら皇道派自身への責任追及を恐れてか、関東軍への妥協的姿勢を強めるようになる。
12月の第2次若槻内閣の退陣で、陸軍大臣を退き、再び軍事参議官となる。南の他にも杉山元陸軍次官や二宮治重参謀次長、小磯国昭軍務局長、建川美次作戦部長といった不拡大路線の宇垣派は陸軍中央要職から排除され、反宇垣派・一夕会メンバーが占めるようになる。犬養内閣成立後の12月より、翌年1月まで満洲を視察。帰国後、昭和天皇に満洲の近況を報告し、関東軍による満洲の独立国化は既成事実であり、北満進出の容易化、日満共同経営による自給自足体制の確立、満洲への移民による人口問題の解決などを上奏。しかしこの満洲国独立論に危機感を感じた昭和天皇は犬養に政府としての意見を質し、反対意見を上奏させた。しかしその犬養も陸軍内部の一夕会系幕僚の推進運動や世論に突き上げられ、最終的には関東軍に引き摺られた。1934年（昭和9年）には関東軍司令官に就任する。
1936年（昭和11年）、第8代朝鮮総督になり内鮮一体化を唱え、
- 皇民化の推進。
- 国家総動員法の朝鮮半島での施行を示す総督府命令を発出。
- 創氏改名

などの政策を行った。朝鮮人の中には抗議の意味を込めて「南太郎」「南一郎」（次郎の兄という意味）と改名届を出した者もいたとされる。南が朝鮮総督として君臨した6年間に朝鮮人の帝国臣民化政策は推進された（ただし、実際には政務総監の大野緑一郎に全て丸投げしていたとの評もある。）。
後に枢密顧問官、貴族院議員、大日本政治会総裁（翼賛議会下の8割を占める衆議院院内会派）を歴任する。

### 戦後

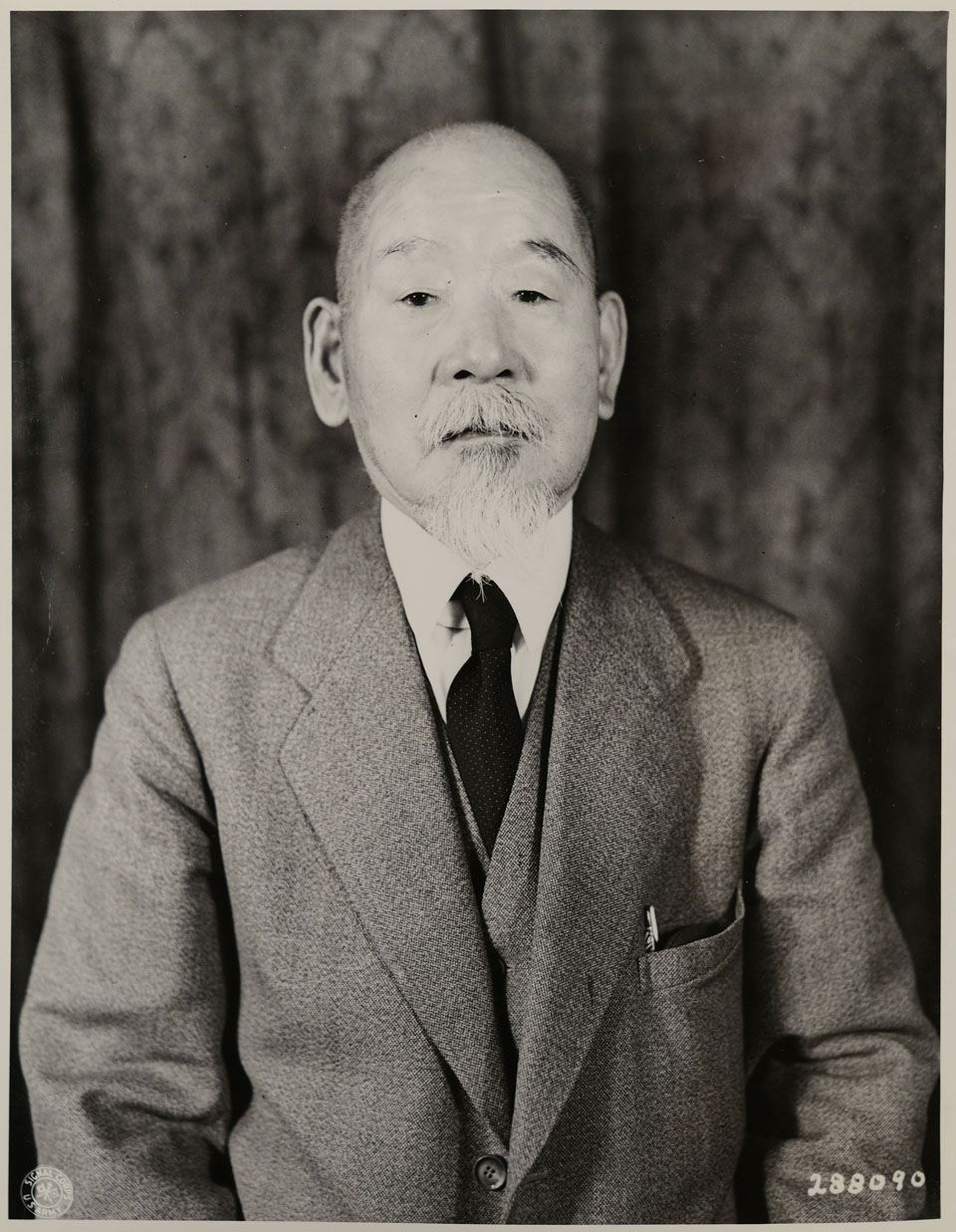
東京裁判での南次郎

第二次世界大戦後の1945年11月19日、連合国軍最高司令官総司令部は日本政府に対し南ら11人を戦争犯罪人として逮捕し、巣鴨刑務所に拘禁するよう命令。
満洲事変の責任でA級戦犯に指名され、極東国際軍事裁判（東京裁判）で終身禁固刑となる。1954年（昭和29年）、仮出獄。南は軍事思想として、国防は政治に優先すると常に唱えた。外交に関しては、重光葵が認めた『巣鴨日記』(『文藝春秋』昭和27年8月号掲載）によると、巣鴨プリズン内での重光との会話の中で「外交とは軍の行動のしり拭いをすることであったと思っていたが、今度初めて外交の重要性を了解した」と語ったことがあるという。
裁判で終身禁固刑を言い渡されるも1954年に仮釈放、1955年に死去。東京裁判で有罪になった者の死去に際し、皇室からの恩遇は不詮議とされてきたが、南の死去から復活し、祭粢料を賜った。

## 人物
生前の南は、「南のある所春風あり」と言われるほどの人情家で、明るくユーモラスな人柄だったという。重光によると、南の白髭は戦犯の間でも名物となり、巣鴨プリズンにおける獄中生活ですら楽しんでいる様子だったという。
義理の甥に当たる片倉衷は、物事を大局的かつ些細に見る人であったが、胆の太い、度量の大きな典型的な明治人であったと回想する。

## 年譜

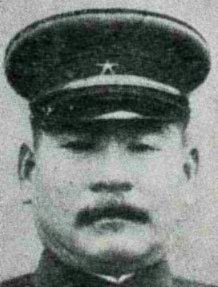

- 1895年（明治28年）2月 - 陸軍士官学校卒業（6期）。
  - 5月 - 少尉に昇進。騎兵第6大隊附。
- 1896年（明治29年）9月 - 台湾守備騎兵第3中隊附。
- 1897年（明治30年）10月 - 中尉に昇進。騎兵第6大隊附。
- 1899年（明治32年）11月 - 騎兵第13連隊附。
  - 5月 - 陸軍士官学校生徒隊附兼教官。
- 1900年（明治33年）11月 - 大尉に昇進。
- 1903年（明治36年）11月 - 陸軍大学校卒業（17期）。
- 1904年（明治37年）3月 - 日露戦争に出征（～12月）。
  - 12月 - 大本営参謀。
- 1905年（明治38年）3月 - 少佐に昇進。第13師団参謀。
  - 12月 - 陸軍大学校教官。
- 1906年（明治39年）9月 - 関東都督府陸軍参謀。
- 1910年（明治43年）2月 - 中佐に昇進。
- 1912年（大正元年）12月 - ヨーロッパ出張。
- 1914年（大正3年）1月20日 - 騎兵第13連隊長。
- 1915年（大正4年）8月10日 - 大佐に昇進。
- 1917年（大正6年）8月6日 - 陸軍省軍務局騎兵課長。
- 1919年（大正8年）7月25日 - 少将に昇進。支那駐屯軍司令官。
- 1921年（大正10年）1月20日 - 騎兵第3旅団長。
- 1923年（大正12年）10月10日 - 陸軍士官学校校長。
- 1924年（大正13年）2月4日 - 中将に昇進。
  - 8月20日 - 騎兵監
- 1926年（大正15年）3月2日 - 第16師団長。
- 1927年（昭和2年）3月5日 - 参謀次長。
- 1929年（昭和4年）8月1日 - 朝鮮軍司令官。
- 1930年（昭和5年）3月7日 - 大将に昇進。
  - 12月22日 - 軍事参議官。
- 1931年（昭和6年）4月14日 - 第20代陸軍大臣。
- 1934年（昭和9年）12月10日 - 関東軍司令官兼駐満洲国大使。
- 1936年（昭和11年）4月22日 - 予備役編入。
  - 8月5日 - 第8代朝鮮総督。
- 1942年（昭和17年）5月29日 - 枢密顧問官。
- 1945年（昭和20年）3月31日 - 貴族院議員[18]（～12月7日[19]）。

## 栄典
位階
- 1895年（明治28年）11月15日 - 正八位[20][21]
- 1897年（明治30年）12月15日 - 従七位[20][22]
- 1901年（明治34年）2月28日 - 正七位[20][23]
- 1905年（明治38年）4月7日 - 従六位[20][24]
- 1910年（明治43年）4月11日 - 正六位[20][25]
- 1915年（大正4年）4月30日 - 従五位[20][26]
- 1919年（大正8年）9月10日 - 正五位[20][27]
- 1924年（大正13年）3月29日 - 従四位[20][28]
- 1926年（大正15年）4月15日 - 正四位[20][29]
- 1929年（昭和4年）9月2日 - 従三位[20][30]
- 1931年（昭和6年）9月15日 - 正三位[20][31]
- 1937年（昭和12年）3月1日 - 従二位[20][32]
- 1944年（昭和19年）3月1日 - 正二位[20]

勲章等
| 受章年                     | 略綬 | 勲章名                       | 備考 |
| -------------------------- | ---- | ---------------------------- | ---- |
| 1895年（明治28年）11月18日 |      | 明治二十七八年従軍記章       |      |
| 1899年（明治32年）3月31日  |      | 勲六等瑞宝章                 |      |
| 1904年（明治37年）11月29日 |      | 勲五等瑞宝章                 |      |
| 1906年（明治39年）4月1日   |      | 勲四等旭日小綬章             |      |
| 1906年（明治39年）4月1日   |      | 功四級金鵄勲章               |      |
| 1913年（大正2年）5月31日   |      | 勲三等瑞宝章                 |      |
| 1920年（大正9年）11月1日   |      | 旭日中綬章                   |      |
| 1922年（大正11年）1月31日  |      | 勲二等瑞宝章                 |      |
| 1930年（昭和5年）1月20日   |      | 勲一等瑞宝章                 |      |
| 1934年（昭和9年）2月7日    |      | 旭日大綬章                   |      |
| 1935年（昭和10年）12月23日 |      | 旭日桐花大綬章               |      |
| 1935年（昭和10年）12月23日 |      | 昭和六年乃至九年事変従軍記章 |      |
| 1940年（昭和15年）4月29日  |      | 銀杯一組                     |      |

外国勲章佩用允許
| 受章年                    | 国籍           | 略綬 | 勲章名                             | 備考 |
| ------------------------- | -------------- | ---- | ---------------------------------- | ---- |
| 1909年（明治42年）2月25日 | 大清帝国       |      | 二等第三双竜宝星                   |      |
| 1918年（大正7年）6月4日   | 支那共和国     |      | 三等文虎勲章                       |      |
| 1921年（大正10年）3月20日 | 支那共和国     |      | 二等嘉禾章                         |      |
| 1921年（大正10年）9月7日  | フランス共和国 |      | レジオンドヌール勲章コンマンドール |      |
| 1934年（昭和9年）5月9日   | 満洲帝国       |      | 勲一位龍光大綬章                   |      |
| 1941年（昭和16年）5月14日 | ドイツ国       |      | ドイツ鷲勲章大十字章               |      |

## 親族
- 兄 - 正吾（陸士2期）は陸軍大佐で、その娘は片倉衷に嫁ぐ。
- 弟 - 徳三郎は日野家の養子となる。
- 嗣子 - 重義（陸軍少佐）[41]
- 娘婿 - 本多三男（陸軍少将）・西義章（陸軍少将）[41]
- 義弟 - 宮地久寿馬（陸軍中将、妹の夫）[41]

## 演じた人物
- 『プライド・運命の瞬間』（東映、1998年） - 加勢功
- 『閃光のナイトレイド』（テレビ東京、2010年） - 池田勝
- 『野人時代』（韓国SBS、2003年） - オ・セホン（朝鮮語版）